# Стеван Мољевић
Др Стеван Мољевић (Рудо, 6. јануар 1888 — Сремска Митровица, 15. новембар 1959) био је српски и југословенски правник, адвокат, политичар и публициста, председник Југословенско-француског клуба, председник Југословенско-британског клуба, председник Ротари интернационал клуба и члан Централног националног комитета Југославије у Другом светском рату. Аутор је дела Хомогена Србија.

## Биографија
Стеван Мољевић је рођен од оца Србина и мајке Јеврејке, Јована и Миријам (Коен), 6. јануара 1888. године у Рудом, у Аустроугарској. Основну школу је завршио у родном месту, а гимназију у Загребу, а потом и правни факултет, и докторат. Још као гимназијалац приступио је омладинском српском покрету који се борио против Аустријске Монархије и против Анексије БиХ. У Бањој Луци је организовао друштво „Соко“ и удружење „Побратимство“. Као српског интелектуалца, аустроугарске власти га на Бањалучком процесу 1916. за велеиздају осуђују на затворску казну коју је одробијао све до слома Царевине.
Године 1918. био је, иницијатор уједињења БиХ у састав Краљевине Срба, Хрвата и Словенаца. Др Мољевић је 1922. основао Југословенски-француски клуб и био председник клуба 17 година. У Бањaлуци 1929. године основао је културно друштво „Змијање“. Залагао се се и за подизање споменика Петра Кочићу. Француска држава му је доделила три одликовања, међу којима и Орден Легије части, добијен 1937. поводом 20. годишњице од оснивања Клуба у Бањалуци. Клуб је основан и у Приједору. Основао је и Југословенско-британски клуб и био председник пет година. Др Мољевић је био оснивач Ротари интернационал клуба чији је такође био председник. У књизи Др Драгоја Тодоровића „Уједињено српство“ наводи се да је Мољевић био масон и председник ротари клуба. По стварању Српског културног клуба у Београду, постао је председник бањалучког одбора клуба и на том положају остао све до почетка новог рата.
После проглашења НДХ, напушта Босну и одлази у Црну Гору. У јуну 1941. написао је пројекат „Велика Србија“, а у августу 1941. изабран је за члана Централног националног комитета. У Србију долази у априлу 1942, а са Дражом Михаиловићем се први пут састаје на Златару маја 1942. У октобру 1942. одлази у Врховну Команду Југословенске војске у отаџбини (ЈВуО) у Црној Гори и са Михаиловићем се поново враћа у Србију у лето 1943.
Био је уредник листа „Равна Гора“ и један од иницијатора Светосавског конгреса у Ба, када је био један од твораца резолуције. Након конгреса избран је у одбор тројице и председника Извршног одбора ЦНК Краљевине Југославије. На том положају био је саветник Михаиловића све до напуштања Србије и одласка у Босну. У марту 1945. поднео је оставку, да би га у околини Босанске Крајине заробиле снаге Југословенске армије. На суђењу Дражи Михаиловићу у Београду 1946. осуђен на казну затвора у трајању од 20 година.
Умро је као тежак болесник на робији у Сремској Митровици 15. новембра 1959.
„Пресељавање и измена житељства, нарочито Хрвата са српског и Срба са хрватског подручја, једини је пут да се изврши разграничење и створе бољи односи између њих, а тиме отклони могућност да се понове страшни злочини који су се дешавали и у прошлом рату, а нарочито у овом садашњем, на свему подручју на коме су Срби и Хрвати били измешани, и где су Хрвати и Муслимани с планом ишли за истребљење Срба.“